# Brotterode-Trusetal
Brotterode-Trusetal ist eine thüringische Kleinstadt im Landkreis Schmalkalden-Meiningen.

## Geografie
Brotterode-Trusetal liegt im Norden des Landkreises Schmalkalden-Meiningen im Thüringer Wald am Oberlauf der Truse. Im Norden ist die Grenze der Stadt zugleich Grenze des Landkreises Schmalkalden-Meiningen zum Landkreis Gotha, im Osten grenzt die Gemeinde Floh-Seligenthal an das Stadtgebiet, im Süden die Gemeinden Fambach und Breitungen/Werra. Im Westen sind die Grenzen der Stadt zugleich Grenze des Landkreises Schmalkalden-Meiningen zum Wartburgkreis.
Der Rennsteig markiert die nördliche Gemarkungsgrenze von Brotterode, in seinem Verlauf trifft man auf die Beerberggrotte, sie befindet sich im Westhang des Beerbergstein.

## Geschichte

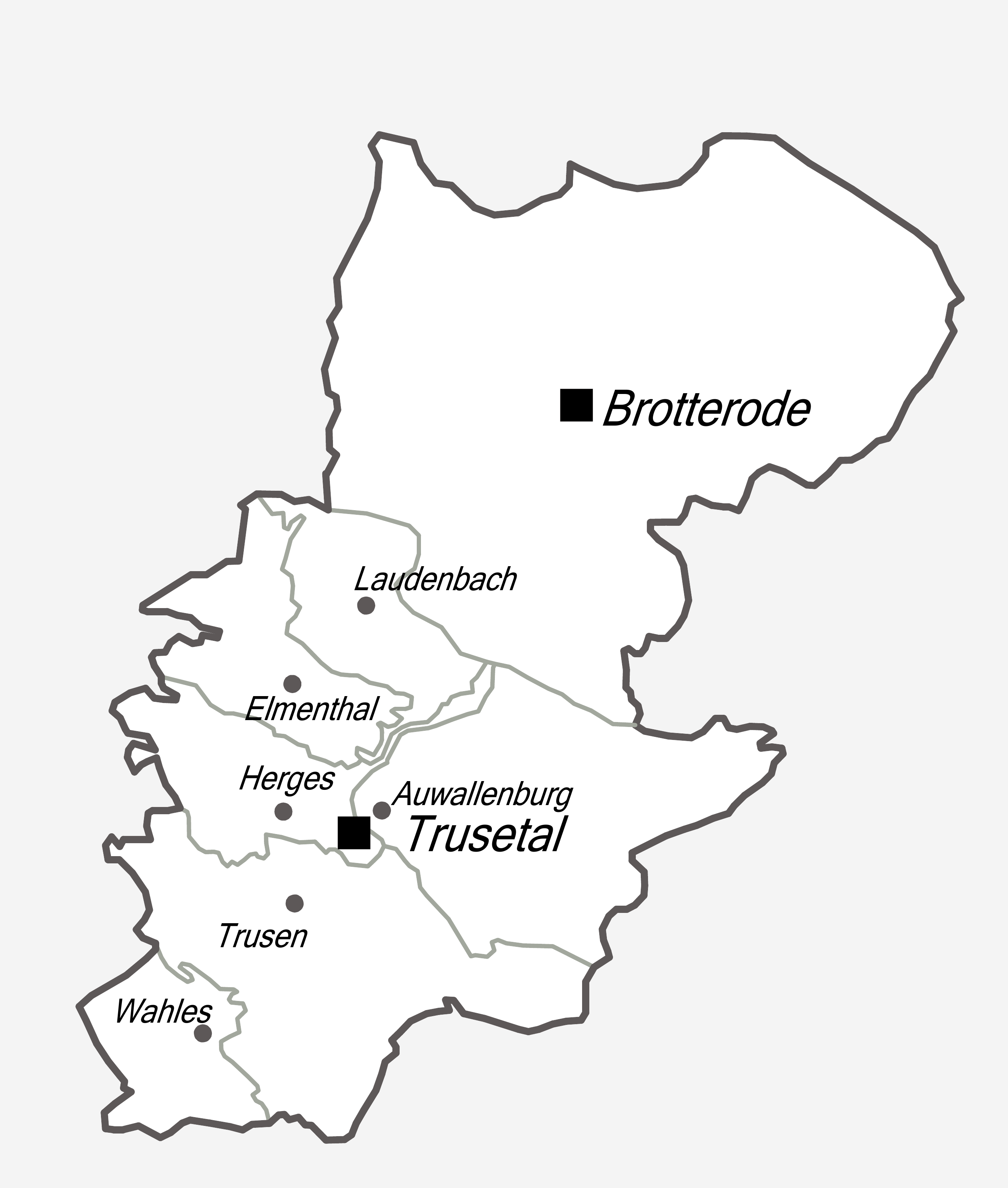
Gliederung der Stadt Brotterode-Trusetal

### Zusammenschluss zur Stadt Brotterode-Trusetal
Die Gemeinde Trusetal entstand am 1. Juli 1950 durch Zusammenschluss der Ortsteile Herges-Auwallenburg, Trusen, Elmenthal und Laudenbach. Der Ortsteil Wahles wurde 1994 eingemeindet.
Zum 1. Dezember 2011 wurde die Stadt Brotterode in die Gemeinde Trusetal eingegliedert. Die Bürgermeister der beiden beteiligten Gemeinden unterzeichneten am 22. Dezember 2010 den Eingliederungsvertrag, die die Umbenennung in Brotterode-Trusetal und die Verleihung des Stadtrechts zum 1. Dezember 2011 vorsah. Grundlage war das Thüringer Gesetz zur freiwilligen Neugliederung kreisangehöriger Gemeinden im Jahr 2011, welches der Thüringer Landtag am 16. November 2011 verabschiedet hatte.

### Einwohnerentwicklung
Entwicklung der Einwohnerzahl (31. Dezember):
| Jahr | Einwohner | Veränderung | Veränderung |
| ---- | --------- | ----------- | ----------- |
| 2011 | 6563      |             |             |
| 2012 | 6457      | −106        | −1,62%      |
| 2013 | 6398      | −059        | −0,91%      |
| 2014 | 6326      | −072        | −1,13%      |
| 2015 | 6266      | −060        | −0,95%      |
| 2016 | 6109      | −157        | −2,51%      |
| 2017 | 6090      | −19         | −0,31 %     |
| 2018 | 6021      | −69         | −1,13 %     |
| 2019 | 5993      | −28         | −0,47 %     |
| 2020 | 5987      | −6          | −0,10 %     |
| 2021 | 5864      | −123        |             |
| 2022 | 5754      | −110        |             |
| 2023 | 5631      | −123        |             |
| 2024 | 5571      | −60         |             |

mittlere Veränderung pro Jahr zwischen 2011 und 2020: ∅ = −64,0 (−1,01 %)

## Politik

### Stadtrat
Die Kommunalwahl am 26. Mai 2024 mit einer Wahlbeteiligung von 64,2 % führte zu folgender Verteilung der 20 Sitze im Stadtrat:
| Partei / Liste                        | Stimmenanteil | Sitze |
| Bürger für Brotterode-Trusetal (BfBT) | 34,1 %        | 7     |
| Christlich Demokratische Union (CDU)  | 24,0 %        | 5     |
| Freie Wähler Brotterode-Trusetal (FW) | 28,0 %        | 5     |
| Initiative Brotterode-Trusetal (IBT)  | 14,0 %        | 3     |

### Bürgermeister
Bei der Kommunalwahl am 26. Mai 2019 wurde Kay Goßmann mit 78,4 % der Stimmen zum hauptamtlichen Bürgermeister von Brotterode-Trusetal gewählt. Er trat die Nachfolge des am 21. Januar 2019 verstorbenen Tilo Storch an. Am 23. Februar 2025 wurde Goßmann mit 76,9 % der abgegebenen gültigen Stimmen für eine zweite Amtszeit gewählt. Er hatte einen Mitbewerber.

### Wappen
Auf grünem Grund befindet sich im Stadtwappen oben ein silbernes siebenwelliges Band und darunter rechts in Gold gekreuzte Schlägel und Eisen mit senkrecht dazu stehendem Meißel und links vier goldene kreuzförmig angeordnete Schneidblätter. Das siebenwellige Band symbolisiert den Fluss Truse und die Siebenzahl die Zahl der Orte, welche die Gemeinde bilden. Schlägel und Eisen mit Meißel verweist auf die Bergbaugeschichte, die Schneidblätter sollen auf die Metallindustrie verweisen. Das Wappen kombiniert Bestandteile der Wappen der ehemaligen Orte Brotterode (Eisen, Schlägel, Meißel) und Trusetal (Wellenband, Schneidblätter).

### Städtepartnerschaften
Partnerstädte von Brotterode-Trusetal sind Saint-Martin-le-Vinoux im französischen Département Isère (seit 1966) sowie Bad Vilbel und Nentershausen in Hessen (beide seit 1990). Ein Freundschaftsvertrag verbindet die Stadt mit Hachenburg in Rheinland-Pfalz.

## Kultur und Sehenswürdigkeiten
- Das Besucherbergwerk Hühn im Ortsteil Trusetal als Zeugnis des  Fluss- und Schwerspatbergbaus.
- Trusetaler Wasserfall
- Zwergenpark Trusetal, eine Station auf der Deutschen Spielzeugstraße[8]
- Der Wallenburger Turm aus dem 13. Jahrhundert, ein Überbleibsel der im Dreißigjährigen Krieg fast völlig zerstörten Burg Wallenburg
- Der Große Inselsberg mit Aussichtsturm und direktem Blick nach Brotterode sowie dem Freizeitpark zwischen Brotterode und Bad Tabarz. Ein Blick durch die interaktive 360°-HD-Panoramakamera[9] zeigt den Blick vom Aussichtsturm auf Brotterode-Trusetal.
- Die Dicke Lärche beim Nüßleshof⊙, eine der dicksten und höchsten Lärchen Deutschlands, steht im Bereich der Gemarkung Trusen.

## Sport
Der Rennsteig bei Brotterode wird ganzjährig als Rad- und Fernwanderweg genutzt, im Winter bestehen gespurte Loipen und Abfahrtshänge. Brotterode war seit den 1920er Jahren ein frühes Zentrum des Wintersports in Thüringen. Rings um den Großen Inselsberg entstanden verschiedene Abfahrtshänge und Trainingsanlagen für den Rodel- und Skisport. Der Ort wurde in der DDR-Zeit zum Leistungsstützpunkt aufgewertet, Betreiber wurde der Armeesportklub ASK Brotterode. Am Stadtrand befindet sich die Inselbergschanze, ein Austragungsort der Skisprung-Continental-Cup-Wettkampfserie im Skispringen. Drei Gedenksteine am Inselsberg erinnern an Todesfälle prominenter DDR-Sportler, die beim Training durch Unfälle verstarben. Am Südwesthang befindet sich der Bergwachtstützpunkt Kurt-Lesser-Hütte.

## Verkehr

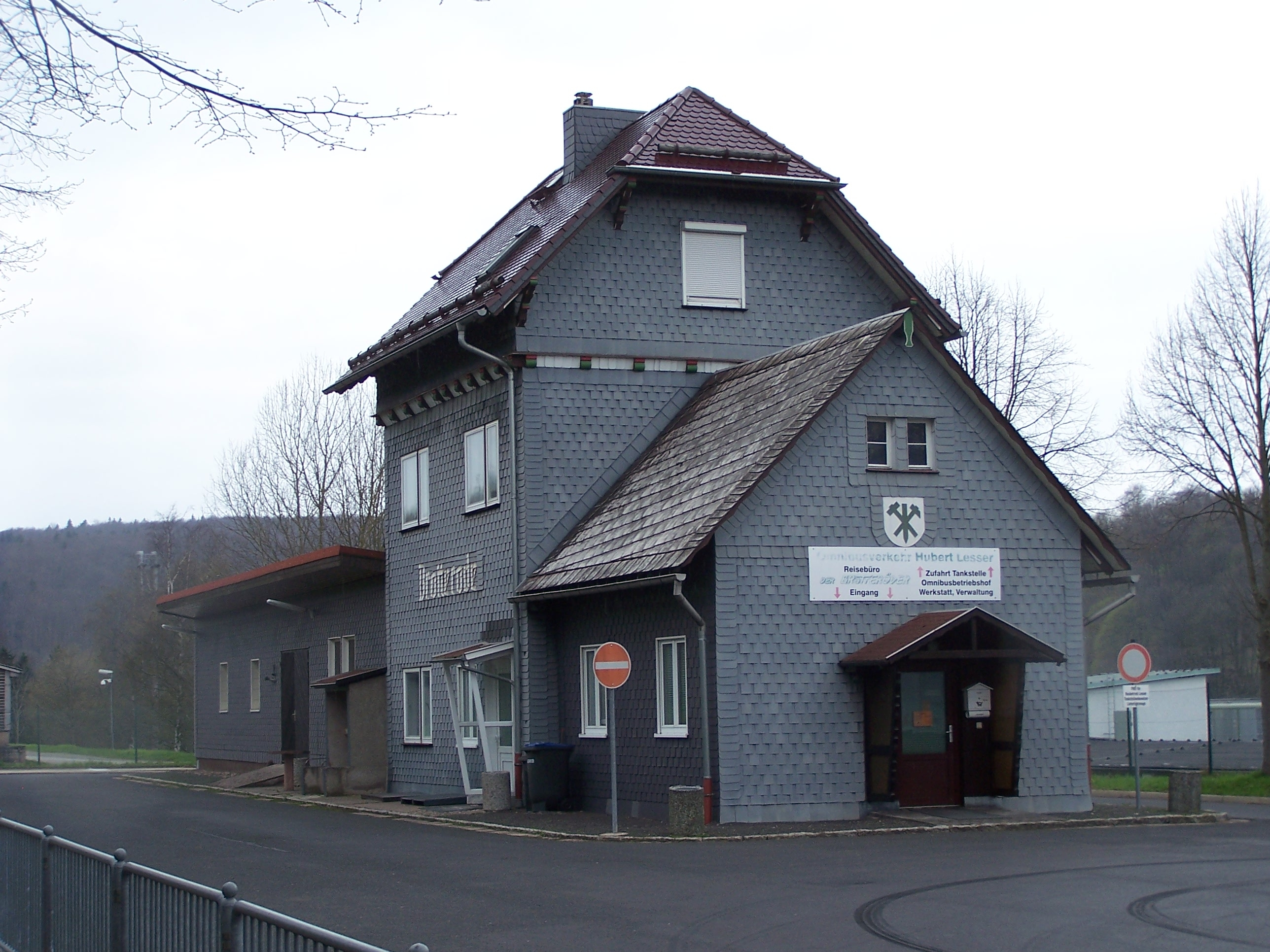
Bahnhof Brotterode, 2013

Der Bahnhof Brotterode lag an der Bahnstrecke Kleinschmalkalden–Brotterode. Der Bahnhof Trusetal war Endpunkt der Schmalspurbahn Wernshausen–Trusetal.